# Arnold Gesell
Arnold Lucius Gesell (* 21. Juni 1880 in Alma, Wisconsin; † 29. Mai 1961 in New Haven) war ein Psychologe, Kinderarzt und Mitbegründer der Entwicklungspsychologie.
Gesell analysierte die dysgenischen Qualitäten seiner Geburtsstadt Alma später in seinem Werk The Village of a Thousand Souls (deutsch: "Die Stadt der tausend Seelen"). Er war eines von fünf Kindern und Sohn eines Fotografen und Lehrers. Seine Geschwister heranwachsen zu sehen, förderte sein späteres Interesse an Kindern.

## Leben
Gesell studierte ab 1896 an der University of Wisconsin–Madison, um Lehrer zu werden. Hier weckte Edgar James Swift, der an der Clark University ausgebildet worden war, sein Interesse an der Psychologie. Eine kurze Zeit arbeitete er als Lehrer an der High-School, kehrte dann an die University of Wisconsin–Madison zurück. Dort besuchte er Vorlesungen in Geschichte bei Frederick Jackson Turner und in Psychologie bei Joseph Jastrow, der das Psychologie-Labor an der University of Wisconsin begründete. Gesell erwarb hier 1903 den Bachelor in Philosophie.
Dann arbeitete er wieder als Lehrer und wurde High-School-Direktor, bevor er sein Studium an der Clark University fortsetzte, damals eine der führenden Hochschulen für Psychologie. Diese Universität prägte ihr Präsident G. Stanley Hall, der Begründer der Pädologie-Bewegung. Gesell promovierte (Ph. D.) dort 1906. Für die Promotion verbrachte er einige Zeit als Student an der Wisconsin Medical School. Als er zeitweise an Schulen für geistig Behinderte tätig war, u. a. an der von Henry H. Goddard geführten Vineland Training School in New Jersey, entwickelte er Interesse daran, Kinder mit geistiger Behinderung zu untersuchen.
Er arbeitete an einigen Ausbildungsstätten in New York und Wisconsin, bevor sein Studienkollege Lewis Terman ihm zu einem Lehrauftrag an der Los Angeles State Normal School verhalf. Dort lernte er die Lehrerkollegin Beatrice Chandler kennen, die er heiratete und mit ihr zwei Kinder bekam, einen Sohn und eine Tochter.
Später wirkte er als Assistent an der Yale University, während er gleichzeitig sein Medizin-Studium fortsetzte. Dort entwickelte er die Clinic of Child Development ("Klinik für Kinderentwicklung") und schloss seine Ausbildung mit dem Titel M.D. (Doktor der Medizin) 1915 ab. Später wurde ihm ein voller Lehrstuhl an der Yale University gewährt.
Auch arbeitete er als Schulpsychologe am Connecticut State Board of Education und half bei der Entwicklung von inklusivem Unterricht von gesunden und geistig behinderten Kindern, der den Lernerfolg der geistig Behinderten verbessern sollte.

## Forschung
Gesell nutzte für seine Forschung die damals neueste Technik, zum Beispiel Video- und Fotoapparate. Auch verwendete er Einwegspiegel, um Kinder in den Experimenten zu beobachten, erfand dabei sogar den Gesell Dome, einen Einwegspiegel in Form einer Kuppel, unter dem man Kinder beobachten konnte, ohne sie zu stören. In seiner Forschung studierte er zahlreiche Kinder, darunter das Wolfskind Kamala. Auch erforschte er junge Tiere, speziell Affen.
Als Psychologe realisierte Gesell die Wichtigkeit des Wechselspiels zwischen Genen und Umwelteinflüssen. Als Maturationalist glaubte er, dass psychisches Wachstum, ähnlich wie das physische, vor allem durch die Gene vorbestimmt sei und Umwelteinflüsse einen untergeordneten Einfluss spielten. Kinder ahmen das Verhalten ihrer Eltern und Altersgenossen nach. Gesell setzte Normen bzw. typische Verhaltensweisen des Menschen während der Kindheit fest. Diese teilte er in 10 Gruppen, die "Gradients of growth" (deutsch: Arten des Wachstums) ein. Damit legte er mit Bezug auf seine statistischen Erhebungen fest, wie sich ein Kind mit einem bestimmten Alter normalerweise verhält. Außerdem äußerte er, dass die USA von einem landesweiten Kindergartensystem profitieren würden.

## Trivia
Das nach ihm benannte Gesell Institute of Human Development wurde von seinen Kollegen von der Clinic of Child Development, Dr. Frances Ilg and Dr. Louise Bates Ames 1950 begründet, nachdem Gesell seine Tätigkeit an der Universität 1948 niedergelegt hatte.

## Mitgliedschaft
1947 wurde Gesell in die American Academy of Arts and Sciences und die National Academy of Sciences gewählt.

## Schriften
- The normal child and primary education. by Arnold Lucius Gesell and Beatrice Chandler Gesell. Publisher: Ginn & Company, Boston, 1912
- What Can the Teacher Do for the Deficient Child? A brief Manual of explanations and suggestions concerning extremely backward children in rural, village and city schools, who cannot have the benefit of training in a special class. By Arnold Gesell, School Psychologist. Publisher State board of education, Hartford, Connecticut  Year 1918
- The Preschool Child from the Standpoint of Public Hygiene and Education ("Das Vorschulkind vom Standpunkt öffentlicher Hygiene und Bildung") 1923
- The Mental Growth of the Preschool Child ("Das mentale Wachstum des Vorschulkinds") 1925, (verfilmt)
- The Guidance Of Mental Growth In Infant And Child. Publisher: The Macmillan company, New York 1930
- Infant Behavior Its Genesis And Growth. by Arnold Gesell and Helen Thompson, assisted by Cathrine Strunk Amatruda. Publisher: Mcgraw-Hill Book Company, Inc., New York 1934
- An Atlas of Infant Behavior ("Ein Atlas des kindlichen Verhaltens")1934
- The Psychology Of Early Growth. Including Norms Of Infant Behavior And A Method Of Genetic Analysis. by Arnold Gesell and Helen Thompson, assisted by Cathrine Strunk Amatruda. Publisher: The Macmillan Company, New York 1938
- The First Five Years Of Life.  A Guide To The Study Of The Preschool Child. Publisher:  Harper & Brothers, New York 1940
- Wolf Child and Human Child: Being a Narrative Interpretation of the Life History of Kamala, the Wolf Girl; Based on the Diary Account of a Child who was Reared by a Wolf and who Then Lived for Nine Years in the Orphanage of Midnapore, in the Province of Bengal, India. Harper & Brothers, New York und London 1941
- Infant and Child in the Culture of Today ("Das (Klein-)Kind in der Kultur von heute") (mit Frances Ilg) 1943
- The Child from Five to Ten ("Das Kind von fünf bis zehn") (mit Frances Ilg) 1946
- Youth The Years From Ten To Sixteen by Arnold Gesell; Frances L. Ilg; Louise Bates Ames. Publisher: Harper And Brothers, New York, 1956